# A・F・K・オーガンスキー
A・F・K・オーガンスキー（A. F. K. Organski、1923年5月12日-1998年3月6日）は、アメリカ合衆国の政治学者。専門は政治発展論・国際政治学で、国際政治に於けるパワー・トランジッション理論を1958年の著書『国際政治論』（World Politics）で提唱した。
イタリア・ローマ生まれ。ムッソリーニ政権によるユダヤ人迫害から逃れてアメリカ合衆国に移住（1944年帰化）。第二次大戦中はアメリカ陸軍兵士として太平洋戦線に従軍。ニューヨーク大学で修士号および博士号取得。ニューヨーク市立大学ブルックリン校を経て、1964年からミシガン大学教授。

## 著書

### 単著
- World Politics, (A. A. Knopf, 1958, 2nd ed., 1968).
- The Stages of Political Development, (A. A. Knopf, 1965).

沖野安春・高柳先男訳『政治発展の諸段階』（福村出版, 1968年）
- The $36 Billion Bargain: Strategy and Politics in U.S. Assistance to Israel, (Columbia University Press, 1990).

### 共著
- Population and World Power, with Katherine Organski, (A. A. Knopf, 1961).
- The War Ledger, with Jacek Kugler, (University of Chicago Press, 1980).
- Births, Deaths, and Taxes: the Demographic and Political Transitions, with Jacek Kugler, J. Timothy Johnson, and Youssef Cohen, (University of Chicago Press, 1984).